# لودي (نيويورك)
لودي (بالإنجليزية: Lodi, New York)‏ هي بلدة أمريكية تقع في الولايات المتحدة في مقاطعة سينيكا، نيويورك.

## أعلام
- صموئيل ماكسويل
- كورنيليوس كول
- ستانلي فاغنر